# Ross Hassig
Ross Hassig (12 dicembre 1945) è uno storico e antropologo statunitense specializzato nello studio delle culture mesoamericane, e in particolar modo degli Aztechi.

## Biografia
Il suo campo d'interesse è la descrizione delle infrastrutture delle società mesoamericane. È l'autore di numerosi importanti libri, tra cui "Time, History, and Belief in Aztec and Colonial Mexico",  "Aztec Warfare: Imperial Expansion and Political Control" e "Trade, Tribute, and Transportation: The Sixteenth-Century Political Economy of the Valley of Mexico". 
Hassig iniziò la carriera accademica come laureato all'Università di Vanderbilt, dove i suoi studi si concentrarono sui sistemi giuridici non occidentali. Ben presto sviluppò un interesse per l'antropologia, conseguendo nel 1974 un master in Legge ed Antropologia presso la Vanderbilt, con una tesi sullo sviluppo politico degli abitanti dei pueblo di Acoma. Si spostò presso la Stanford University per specializzare i propri studi, ottenendo il dottorato dal Dipartimento di Antropologia nel 1980.
Nel periodo che passò presso la Stanford, le ricerche di Hassig si spostarono sulle culture della Mesoamerica, dove analizzò le basi economiche e politiche delle società pre e post conquista. Tra i suoi primi studi ve ne sono alcuni sui fondamenti dello stato precolombiano dei Tarasco.
Nel 1989-1990 studiò le civiltà precolombiane presso la Biblioteca di Ricerca e Raccolta di Dumbarton Oaks, con un progetto di ricerca chiamato "Warfare and the Mesoamerican Past".
Nel 1997-1998 Hassig passò un anno presso la Resident Scholar seguendo il programma Weatherhead Fellowship della School for American Research di Santa Fe (Nuovo Messico), focalizzando l'obbiettivo sullo studio del calendario azteco.
Nell'anno accademico inglese 1999 Hassig fu uno dei due premiati con la borsa di studio Visiting Fellowships offerta dalla Sainsbury Research Unit presso il Sainsbury Centre for Visual Arts, University of East Anglia, Norwich, per lo studio di 'pensiero e cultura aztechi'.
Hassig ha avuto la cattedra di Antropologia presso la University of Oklahoma fino al 2003, quando è stato spostato a Tucson, Arizona. Dopo aver lasciato l'università dell'Oklahoma, Hassig p rimasto uno studioso indipendente ed uno scrittore, continuando le sue ricerche sulle culture e sulle società mesoamericane.

## Opere pubblicate
Tra le opere di Hassig si trovano:
Libri di cui è l'autore
- Ross Hassig, Trade, Tribute, and Transportation: The Sixteenth-Century Political Economy of the Valley of Mexico, Civilization of the American Indian series, no. 171, Norman, University of Oklahoma Press, 1985,  xvi, 364 pp., ISBN 0-8061-1911-X, OCLC 11469622.
- Ross Hassig, Aztec Warfare: Imperial Expansion and Political Control, Civilization of the American Indian series, no. 188, Norman, University of Oklahoma Press, 1988,  xx, 404 pp., ISBN 0-8061-2121-1, OCLC 17106411.
- Ross Hassig, War and Society in Ancient Mesoamerica, Berkeley, University of California Press, 1992,  x, 337 pp., ISBN 0-520-07734-2, OCLC 25007991.
- Ross Hassig, Mexico and the Spanish Conquest, Londra e New York, Longman, 1994,  ix, 206 pp., ISBN 0-582-06828-2, OCLC 27172332.
- Ross Hassig, Time, History, and Belief in Aztec and Colonial Mexico, Austin, University of Texas Press, 2001,  xv, 220 pp., ISBN 0-292-73139-6, OCLC 44167649.
- Ross Hassig, Mexico and the Spanish Conquest, seconda edizione corretta, Norman, University of Oklahoma Press, 2006,  xvii, 261 pp., ISBN 978-0-8061-3793-3, OCLC 64594483.

Libri di cui è editore
- Ronald Spores, Five Centuries of Law and Politics in Central Mexico, a cura di Ross Hassig, Vanderbilt University publications in anthropology, no. 30, Nashville (Tennessee), Università di Vanderbilt, 1984,  pp. 286 pp., ISBN 0-935462-21-X, OCLC 11047747.

Libri di cui ha scritto alcuni capitoli
- Ross Hassig, Peace, Reconciliation, and Alliance in Aztec Mexico, in  Kurt Raaflaub (a cura di), War and Peace in the Ancient World, The Ancient World: Comparative Histories series, Malden ed Oxford, Blackwell Publishing, 2007,  pp. 279–298, ISBN 978-1-4051-4525-1, OCLC 85819786.